# Sainte-Colombe-sur-l'Hers
Sainte-Colombe-sur-l'Hers är en kommun i departementet Aude i regionen Occitanien  i södra Frankrike. Kommunen ligger  i kantonen Chalabre som ligger i arrondissementet Limoux. År 2022 hade Sainte-Colombe-sur-l'Hers 444 invånare.

## Befolkningsutveckling
Antalet invånare i kommunen Sainte-Colombe-sur-l'Hers
Referens: INSEE